# 352P/Skiff
352P/Skiff, komet Jupiterove obitelji. 